# Радянський (зупинний пункт)
Радя́нський (біл. Саве́цкі) — пасажирський залізничний зупинний пункт Могильовського відділення Білоруської залізниці на електрифікованій магістральній лінії Гомель — Мінськ між зупинним пунктом Ювілейний (2 км) та станцією Верейці (5 км). Розташований у безпосередній близькості від північно-західної частини міста Осиповичі та його мікрорайону «Радянський», завдяки чому, ймовірно, і отримав свою назву.

## Пасажирське сполучення
На зупинному пункту Радянський зупиняються поїзди регіональних ліній економкласу до станцій Мінськ-Пасажирський (Інститут культури), Бобруйськ, Осиповичі I та вантажно-пасажирський поїзд сполученням Осиповичі — Гродзянка.
Приблизний час у дорозі поїздами регіональних ліній економкласу з усіма зупинками до станцій Мінськ-Пасажирський — 1 год. 56 хв., Осиповичі I — 7 хвилини.